# قصص توم وجيري
قصص توم وجيري (بالإنجليزية: Tom and Jerry Tales)‏ (يلفظ: توم أند جيري تيلز) هو مسلسل رسوم متحركة من بطولة شخصيتي الرسوم المتحركة الشهيرتين توم وجيري من إنتاج استوديوهات وارنر براذرز أنيميشن هو مسلسل تابع لسلسلة توم وجيري التي لقيت رواجًا كبيرًا ونجاحًا عظيمًا وما زالت تنتج إلى الآن.

## الشخصيات
- توم
  - مؤدي الصوت: دون براون (الموسم الأول)، مايكل دونوفان (الموسم الثاني)
  - المدبلج العربي:عماد فغالي
  - المدبلج الثاني: حسن مهدي
- جيري
  - مؤدي الصوت: سامويل فنسنت
  - المدبلجة العربية:رنا الرفاعي
  - المدبلجة الثاني :عبدو حكيم
- سبايك
  - مؤدي الصوت: كولين مردوك
  - المدبلج العربي: خالد السيد
- السيدة تو شوز
  - مؤدية الصوت: نيكول أوليفر
  - المدبلجة العربية: جيهان مللا

## الأصوات
- عماد فغالي - توم
- رنا الرفاعي - جيري
- خالد السيد - سبايك
- جيهان مللا - السيدة تو شوز
- جورج طويل
- زياد منذر
- حسن مهدي
- عبدو حكيم
- سمير شمص
- زينة ضاهر
- سيلفانا فلفلة
- ريتشارد ياني
- حسن المصري
- رالين داغر
- فادي الرفاعي
- حسان حمدان
- ندى نصر

## وصلات خارجية
- قصص توم وجيري على موقع IMDb (الإنجليزية)
- قصص توم وجيري على موقع ميتاكريتيك (الإنجليزية)
- قصص توم وجيري على موقع كينوبويسك (الروسية)
- قصص توم وجيري على موقع ألو سيني (الفرنسية)
- قصص توم وجيري على موقع قاعدة بيانات الفيلم (الإنجليزية)

- صفحة IMDb